# Nous exclusif et inclusif
Cette page contient des caractères spéciaux ou non latins. S’ils s’affichent mal (▯, ?, etc.), consultez la page d’aide Unicode.
Cet article possède des paronymes, voir Ou exclusif et Ou inclusif.

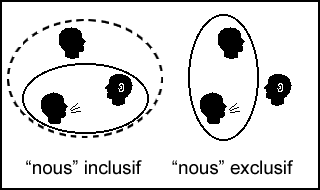
Le nous inclusif et le nous exclusif

En linguistique, le nous inclusif est un pronom ou une conjugaison de verbe qui indique l’inclusion du locuteur, des auditeurs, et peut-être encore d’autres personnes. Le nous exclusif inclut le locuteur et une ou plusieurs autres personnes mais exclut l’auditoire. Par exemple, « Serrons-nous la main » est inclusif ; « Nous t'attendons » est exclusif.
Diverses langues non européennes font cette distinction, qui est tout à fait fréquente aussi bien dans les langues d’Inde et d'Extrême-Orient que celles des Amériques, d'Australie et d'Océanie.
Cette distinction est possible parce que « nous » n'est pas le pluriel de « je » au sens où « chevaux » est le pluriel de « cheval » ; dans « nous », il n'y a pas plusieurs « je », mais il y a « je » plus une ou plusieurs autres personnes ; si ce n'est pas le pluriel de « je », « il est plus correct de dire qu'il comporte une référence à "je", et qu'il est pluriel ».

## Tableau récapitulatif
La différence entre les deux formes de « nous » est plus facilement mise en évidence en cherchant les situations correspondantes pour lesquelles le locuteur ne s'inclut pas.
|             |     | J’inclus mon auditeur |                   |
| Oui         | Non |                       |                   |
| Je m’inclus | Oui | « nous » inclusif     | « nous » exclusif |
| Je m’inclus | Non | 2e personne           | 3e personne       |

## Aire de répartition
La distinction « exclusif-inclusif » est répandue dans presque toutes les langues austronésiennes et les langues aborigènes du nord de l’Australie jusqu’aux langues woiwurrung tout au sud, mais elle est rare dans les langues papoues (le tok pisin, un parler pidgin anglo-mélanésien, a généralement une distinction « exclusif-inclusif », mais son utilisation varie en fonction des origines culturelles du locuteur). Elle est répandue dans les langues dravidiennes, les langues munda et les langues de l’est de la Sibérie comme l’evenki bien qu’elle ait été perdue dans certaines. Cette distinction est répandue dans à peu près la moitié des langues amérindiennes, sans véritable logique de distribution géographique ou généalogique. On la trouve aussi dans quelques langues caucasiennes et des langues d’Afrique sub-saharienne comme l'ancien nubien et le laal, et dans certaines langues indo-aryennes, comme le marathi, le rajasthani et le gujarati.

### Langues dravidiennes
La distinction entre le « nous » inclusif et exclusif existe dans le proto-dravidien et est resté dans la plupart de langues dravidiennes actuelles. En tamoul, les formes sont l’inclusif நாம் (nām) et l’exclusif நாங்கள் (nāṅkaḷ). En télougou l’inclusif est మనము (manamu) et l’exclusif మేము (memu). En malayalam, നമ്മള് (nammaḷ) est la forme inclusive « nous » et ഞങ്ങള് (ñaṅṅaḷ) est l’exclusif. Le kannara moderne est la seule dravidienne qui ne fait pas le distinguo.

### Langues viêt-muong
Le vietnamien fait la distinction entre le « nous » inclusif et exclusif. Parmi tous les pronoms vietnamiens il y a chúng ta (inclusif) et chúng tôi (exclusif). Chúng est la marque du pluriel dérivée du chinois.

### Langues chinoises
En mandarin standard, le pronom wǒmen chinois simplifié : 我们 ; chinois traditionnel : 我們 « nous », qui est le pluriel du pronom wǒ 我 « je », est indéfini comme son équivalent en français. Cependant dans certains dialectes du nord de la Chine, il y a le pronom additionnel zánmen chinois simplifié : 咱们 ; chinois traditionnel : 咱們 qui est une marque de l’inclusivité. Dans ces dialectes, wǒmen 我們 est alors exclusif.
Le taïwanais est similaire. L’exclusif goán est le pluriel de goá « je », et l’inclusif lán est une racine séparée qui s’utilise aussi avec le suffixe pluriel. Lán peut être utilisé pour marquer la politesse ou la solidarité, un peu comme dans la formulation étrange « où habitons-nous ? » pour dire « où habitez-vous ? ».

### Langues austronésiennes
En malais et en indonésien, le pronom kita est inclusif, et kami est exclusif. Il est ainsi possible de dire « Nous (kami) allons faire des courses, et puis nous (kita) irons manger », en mettant bien l’accent sur le fait que l'interlocuteur ne viendra pas avec les autres personnes faire des emplettes mais qu’il est convié à venir manger avec elles. Dans ce cas-là, il n’y a pas d’ambiguïté possible comme aurait pu être le cas en français.
Le tagalog a un système très similaire avec kamí et táyo qui sont respectivement la forme exclusive et inclusive. À l’origine, le mot kitá (ou katá) était le pronom inclusif duel signifiant « toi et moi ». Cependant c’est devenu maintenant un pronom-valise pour la première et la deuxième personne, comme dans mahál kitá « je vous aime », à l’origine « vous et moi sommes chers (l’un à l’autre) ».
Dans les autres langues aux Philippines, en particulier celles parlées dans le nord de Luçon, l’emploi d’un pronom duel est largement répandu. En kapampangan par exemple, il y a ikata (duel inclusif), ikatamu (pluriel inclusif) et ikami (exclusif). L’ilokano utilise lui data/sita, datayo/sitayo et dakami/sikami.
Le tausug parlé dans l’archipel de Sulu est la seule langue visayan qui possède une forme duelle. Ses pronoms sont kita (duel inclusif), kitaniyu (pluriel inclusif) et kami (exclusif).
Le malgache a une 1re personne du pluriel inclusive, "isika", et une autre exclusive, "izahay".

### Langues amérindiennes
En quechua, les deux formes, l’inclusif ñuqanchik et l’exclusif ñuqayku, sont clairement basées sur le pronom de la première personne du singulier ñuqa, mais il n’est pas évident de voir comment ils sont reliés historiquement au pronom de la deuxième personne qam ou au suffixe du pluriel -kuna.
L’aymara a quatre racines pronominales :l’inclusif jiwasa, l’exclusif naya, la deuxième personne juma, et la troisième personne jupa. Toutes sont indéfinies en ce qui concerne le nombre, sauf jiwasa qui se rapporte à au moins deux personnes. Le pluriel peut être accentué par le suffixe -naka : l’inclusive jiwasanaka implique qu’il a au moins trois personnes. Les conjugaisons reprennent les mêmes quatre personnes.
Les autres langues amérindiennes qui font cette distinction sont les langues tupi, parmi elles le tupinambá, le guarani et le nheengatu. Dans ces langues, il y a une première personne du singulier (xe en tupinambá, ixé en nheengatu, che en guarani) et deux formes plurielles alternées : oré (exclusif) et îandé (en tupi) ou ñandé (en guarani). La forme inclusive peut avoir été formée sous l’influence de la première personne du singulier (qui est nde dans la plupart des langues de ce groupe).
De plus, toutes les langues algonquiennes font une distinction entre la première personne du pluriel inclusive et exclusive. Par exemple, en shawnee le pronom indépendant de la première personne du pluriel exclusif est niilawe, et le pronom de la deuxième est kiilawe, tandis que le pronom de la première personne du singulier est niila et le pronom de la deuxième kiila. La distinction entre l’inclusif et l’exclusif est aussi faite à travers l’inflexion pronominale des verbes dans toutes les langues algonquiennes.

### Langue peule
La langue peule (encore appelée fula, fulfulde, pulaar ou pular) en Afrique de l'Ouest, a une première personne du pluriel inclusive et une autre exclusive.

### Les pidgins
Le modèle chinois, avec une forme plurielle de « je » comme un pronom exclusif, est un modèle répandu. Il est aussi courant pour le pronom inclusif d’être composé des pronoms anglais « I » (je) et « you » (tu ou vous). C’est le cas dans les langues créoles anglo-mélanésiennes tok pisin et bislama, où le pronom inclusif dérive de yumi (deux personnes, ce sont « you + me », toi et moi) ou yumipla pour plus de deux personnes (-pla ou -pela est le suffixe du pluriel), et le pronom exclusif est le pluriel de « me » (moi) : mipla.

## La distinction au niveau de la conjugaison
Dans les langues où le verbe subit une inflexion en se conjuguant, comme en Australie et plus encore en Amérique, la distinction entre l’inclusif et l’exclusif est aussi faite. Par exemple en Passamaquoddy "Je l’ai/nous l’avons" se dit : 
singulier n-tíhin (préfixe de la première personne n-)
exclusif n-tíhin-èn (première personne n- + suffixe du pluriel -èn)
inclusif k-tíhin-èn (préfixe inclusif k- + pluriel -èn)

## Cas particulier du samoan
Le samoan a une tournure particulière pour les pronoms inclusifs. Dans cette langue, comme il a été dit pour le malais et le tagalog, il y a deux racines séparées pour « nous », l’inclusif ’ita et l’exclusif ’ima. Mais contrairement à ces langues, pour dire « nous » les pronoms samoans doivent être utilisés soit avec le suffixe duel -’ua, soit avec le suffixe pluriel -tou.
|                             | Singulier | Duel    | Pluriel |
| --------------------------- | --------- | ------- | ------- |
| Première personne exclusive | a’u       | ’ima’ua | ’imatou |
| Première personne inclusive | ’ita      | ’ita’ua | ’itatou |
| Deuxième personne           | ’oe       | ’oulua  | ’outou  |
| Troisième personne          | ia        | ’ila’ua | ’ilatou |

Cependant le pronom inclusif ’ita peut aussi se rencontrer isolément en tant que pronom singulier. Dans ce cas il signifie « je », mais avec une connotation d’imploration ou demandant l’indulgence, un peu comme le concept de amae en japonais (et non comme le « nous » pluriel de majesté utilisé par les rois français, ne se référant qu’à une seule personne). Ça veut dire qu’en employant ’ita à la place du mot habituel correspondant à « je », a’u, il y a l’implication d’une autre personne dans ce que vous dites sur vous.

## Le « nous » indifférencié des autres langues
De nombreuses langues, notamment la plupart des langues indo-européennes, ne connaissent pas cette distinction. Selon Émile Benveniste, le « nous » doit alors être compris comme « autre chose qu'une jonction d'éléments définissables » ; il se caractérise par la prédominance du « je », au point que, parfois, ce pluriel peut exprimer un « je » singulier (« nous » de majesté, « nous » d'auteur). Dans ces langues, « "nous" n'est pas un "je" quantifié ou multiplié, c'est un "je" dilaté au-delà de la personne stricte, à la fois accru et de contours vagues ».